# Temporada Argentina 1948
La Temporada Argentina 1948 è stata una serie di corse automobilistiche di velocità in circuito.

## Vigilia
Come l'anno precedente, la manifestazione venne organizatta dall'Automobile Club Argentino con il sostegno economico del Presidente Juan Domingo Perón. Parteciparono molti piloti sudamericani, tra i quali gli argentini Juan Manuel Fangio e Óscar Gálvez, il brasiliano Chico Landi, e l'uruguaiano Eitel Cantoni tutti in seguito approdati alla Formula 1; attratti dagli elevati incentivi economici offerti arrivarono dall'Europa gli italiani Achille Varzi, Nino Farina e Gigi Villoresi, ma anche altri piloti meno noti, e il francese Jean-Pierre Wimille. Venne adottato il regolamento della Formula Libera.

## Calendario
| Nr | Data             | Gara                         | Nome ufficiale                                                       | Sede          |
| -- | ---------------- | ---------------------------- | -------------------------------------------------------------------- | ------------- |
| 1  | 17 gennaio 1948  | Gran Premio di Buenos Aires  | II Gran Premio del General Juan Perón y de la Ciudad de Buenos Aires | Palermo       |
| 2  | 25 gennaio 1948  | Gran Premio di Mar del Plata | I Gran Premio Internacional del General San Martín                   | Mar del Plata |
| 3  | 1 febbraio 1948  | Gran Premio di Rosario       | II Copa Acción de San Lorenzo                                        | Rosario       |
| 4  | 14 febbraio 1948 | Gran Premio di Buenos Aires  | II Gran Premio de Eva Duarte Perón                                   | Palermo       |
| 5  | 21 marzo 1948    | Gran Premio di Interlagos    | III Grande Prêmio de Interlagos                                      | Interlagos    |
| 6  | 28 marzo 1948    | Cento Miglia di Necochea     | 100 Millas Playas de Necochea                                        | Necochea      |

## Gare

### Gran Premio Juan Domingo Peron
Palermo, 17 gennaio 1948 - II Gran Premio del General Juan Perón y de la Ciudad de Buenos Aires

#### Ordine d'arrivo
1. Gigi Villoresi (Maserati)
2. Chico Landi (Alfa Romeo)
3. Andres Fernández (Maserati)
4. Arialdo Ruggeri (Maserati)
5. Victorio Rosa (Maserati)
6. George Raphaël Béthenod (Maserati)

### Gran Premio Generale San Martín
Mar del Plata, 25 gennaio 1948 - I Gran Premio Internacional del General San Martín

#### Ordine d'arrivo
1. Nino Farina (Maserati)
2. Achille Varzi (Alfa Romeo)
3. Jean-Pierre Wimille (Alfa Romeo)
4. Óscar Gálvez (Maserati)
5. Juan Manuel Fangio (Maserati)
6. Italo Bizio (Maserati)

### Coppa Acción de San Lorenzo
Rosario, 1 febbraio 1948 - II Copa Acción de San Lorenzo

#### Ordine d'arrivo
1. Jean-Pierre Wimille (Gordini)
2. Chico Landi (Alfa Romeo)
3. Gigi Villoresi (Maserati)
4. Pedro Llano (Maserati)
5. Eitel Cantoni (Maserati)
6. Juan Manuel Fangio (Gordini)

### Gran Premio Eva Duarte Perón
Palermo, 14 febbraio 1948 - II Gran Premio de Eva Duarte Perón

#### Ordine d'arrivo
1. Gigi Villoresi (Maserati)
2. Óscar Gálvez (Alfa Romeo)
3. George Raphaël Béthenod (Maserati)
4. Pablo Pessatti (Alfa Romeo)
5. Carlos Fortunati Firpo (Maserati)
6. Benedicto Campos (Maserati)

### Gran Premio di Interlagos
Interlagos, 21 marzo 1948 - III Grande Prêmio de Interlagos

#### Ordine d'arrivo
1. Chico Landi (Alfa Romeo)
2. George Raphaël Béthenod (Alfa Romeo)
3. Benedito Lopes (Maserati)
4. Sconosciuto
5. Andres Fernández (Maserati)

### Cento Miglia di Necochea
Necochea, 28 marzo 1948 - 100 Millas Playas de Necochea

#### Ordine d'arrivo
1. Oscar Gálvez (Alfa Romeo)
2. Adriano Malusardi (Alfa Romeo)
3. Juan Manuel Fangio (Volpi)
4. Ernesto Tornquist (Graham)
5. Angel Pascuali (Mercury (azienda)Mercury)
6. Villeneuve (Chevrolet)

## Risultati
| Nº | Gara                         | Pole position   | Giro veloce        | Pilota vincitore    | Costruttore vincitore | Resoconto |
| -- | ---------------------------- | --------------- | ------------------ | ------------------- | --------------------- | --------- |
| 1  | Gran Premio di Buenos Aires  | Nino Farina     | Gigi Villoresi     | Gigi Villoresi      | Maserati              | Resoconto |
| 2  | Gran Premio di Mar del Plata | Gigi Villoresi  | Non assegnato      | Nino Farina         | Maserati              | Resoconto |
| 3  | Gran Premio di Rosario       | Óscar Gálvez    | Juan Manuel Fangio | Jean-Pierre Wimille | Gordini               | Resoconto |
| 4  | Gran Premio di Buenos Aires  | Gigi Villoresi  | Gigi Villoresi     | Gigi Villoresi      | Maserati              | Resoconto |
| 5  | Gran Premio di Interlagos    | Non disponibile | Non assegnato      | Chico Landi         | Alfa Romeo            | Resoconto |
| 6  | Cento Miglia di Necochea     | Óscar Gálvez    | Non assegnato      | Óscar Gálvez        | Alfa Romeo            | Resoconto |